# Jabłoń-Zambrowizna
Jabłoń-Zambrowizna – wieś w Polsce położona w województwie podlaskim, w powiecie wysokomazowieckim, w gminie Nowe Piekuty.
W latach 1975–1998 miejscowość administracyjnie należała do województwa łomżyńskiego.
Wierni kościoła rzymskokatolickiego należą do parafii św. Apostołów Piotra i Pawła w Jabłoni Kościelnej.

## Historia wsi
Wieś założona najprawdopodobniej w XVI w. Tworzyła okolicę szlachecką Jabłoń wzmiankowaną w XV w. Wsie rozróżnione drugim składnikiem nazwy.
Wymieniona w dokumentach z roku 1569. Nazwa wsi pochodzi od słowa ząbr, oznaczającego obrzmienie podniebienia i dziąseł u konia. W roku 1580 Jabłonia Zembrowizna. Właścicielem 4 włók ziemi uprawnej był Baltazar Jabłoński.
Dziedzicami wsi byli Jabłońscy herbu Jasieńczyk, później inne rody (np. Śliwowscy).
W roku 1676 Zembrowizna umieszczona w spisie miejscowości ziemi bielskiej.
Na mapie z 1795 roku wyszczególniona jako Zembrowizna Jabłoń.
W roku 1827 wieś liczyła 10 domów i 58 mieszkańców. Pod koniec XIX w. należała do powiatu mazowieckiego, gmina Piekuty, parafia Jabłoń. Domów 9, grunty rolne o powierzchni 149 morg.
W 1891 odnotowano 12 drobnoszlacheckich gospodarstw, przeciętne liczyło prawie 8 ha. Łącznie mieszkańcy uprawiali 92 ha ziemi. Spis powszechny z 1921 r. informuje o 10 domach i 71 mieszkańcach.
W roku 2008 we wsi 14 domów i 59 mieszkańców.